# ألين سانتوس
ألين سانتوس (بالبرتغالية: Aline Silva dos Santos) (17 أغسطس 1981 في البرازيل - ) هي لاعبة كرة يد برازيلية. شاركت في الألعاب الأولمبية الصيفية 2008 والألعاب الأولمبية الصيفية 2004.

## وصلات خارجية
- ألين سانتوس على موقع الاتحاد الأوروبي لكرة اليد (الإنجليزية)
- ألين سانتوس على موقع اللجنة الأولمبية الدولية (الإنجليزية)
- ألين سانتوس على موقع أوليمبيديا (الإنجليزية)